# Liste der Monuments historiques in Étriché
Die Liste der Monuments historiques in Étriché führt die Monuments historiques in der französischen Gemeinde Étriché auf.

## Liste der Bauwerke
| Bezeichnung        | Beschreibung                  | Standort           | Kennzeichnung | Schutzstatus | Datum | Bild |
| ------------------ | ----------------------------- | ------------------ | ------------- | ------------ | ----- | ---- |
| Ehemaliges Priorat | Erbaut ab dem 12. Jahrhundert | Port-l’Abbé (Lage) | PA00109100    | Classé       | 1965  |      |

## Liste der Objekte
- Monuments historiques (Objekte) in Étriché in der Base Palissy des französischen Kultusministeriums